# Osterhofen
Osterhofen este un oraș din landul Bavaria, Germania.

## Lăcașuri de cult

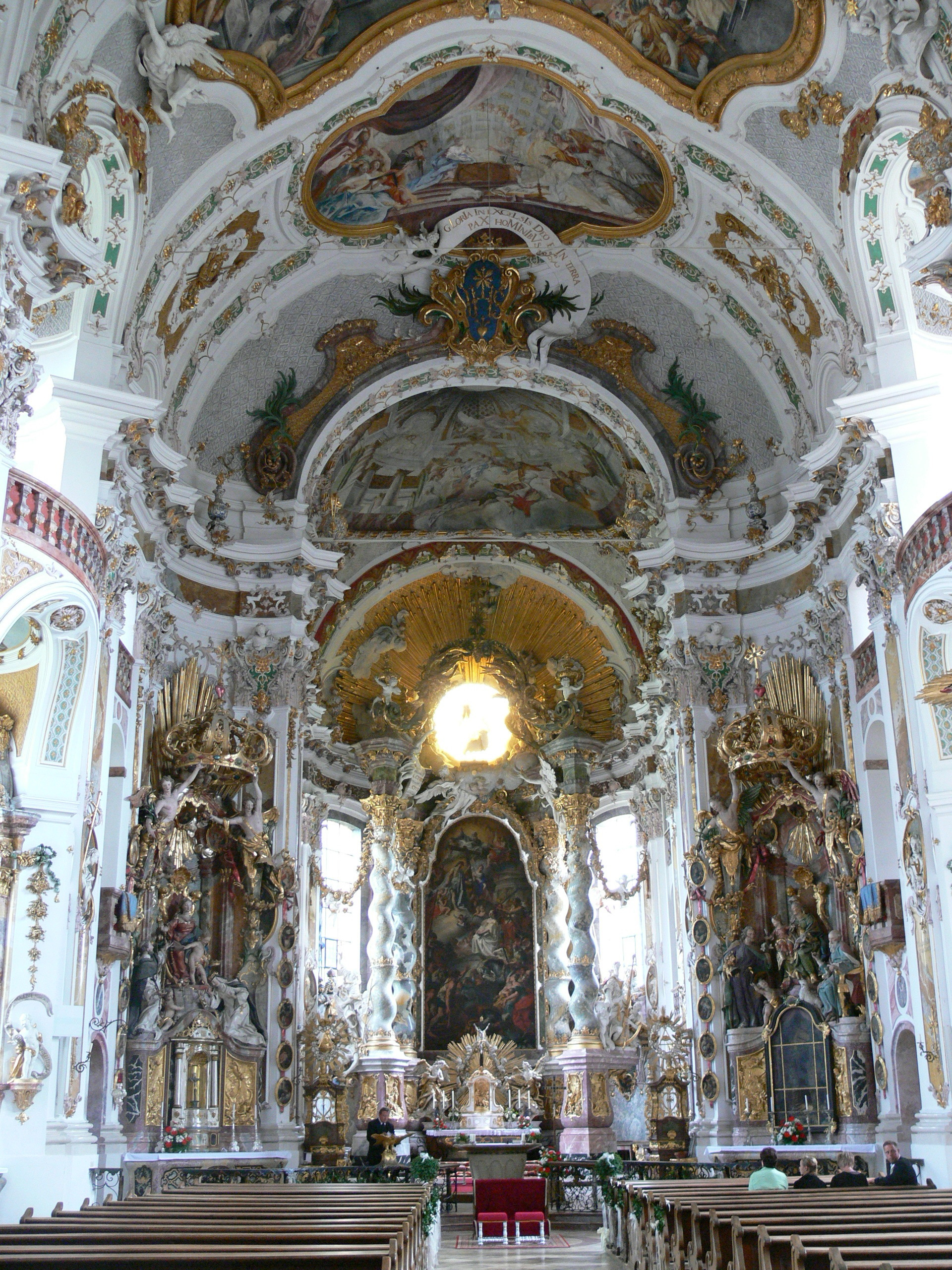
Interiorul bisericii realizat de fraţii Cosmas Damian si Egid Quirin Asam

Biserica barocă a mănăstirii din Osterhofen este o creație a fraților Cosmas Damian Asam  și Egid Quirin Asam.